# Numero ettagonale centrato

Rappresentazione dei primi numeri ettagonali centrati (1 escluso).

In teoria dei numeri, un numero ettagonale centrato è un numero poligonale centrato che rappresenta un ettagono con un punto al centro e gli altri punti che lo circondano. La formula per l'n-esimo numero ettagonale centrato è:
{\displaystyle {\frac {7n^{2}-7n+2}{2}}}.
I primi numeri ettagonali centrati sono: 1, 8, 22, 43, 71, 106, 148, 197, 253, 316, 386, 463, 547, 638, 736, 841, 953, 1072, 1198, 1331, 1471, 1618, 1772, 1933, 2101, 2276, 2458, 2647, 2843.

## Proprietà matematiche
L'n-esimo numero ettagonale centrato può essere visto come la somma di sette volte l'(n-1)-esimo numero triangolare e di un punto centrale. Conoscendo l'n-esimo numero ettagonale centrato, si può ricavare il successivo aggiungendo 7n.

La sequenza dei numeri ettagonali centrati, espressa modulo 2, è pari a 1, 0, 0, 1, 1, 0, 0, 1, 1, 0, 0, 1, 1... Ciò significa che, dopo l'1 iniziale dispari, si susseguono alternativamente coppie di numeri ettagonali centrati pari e dispari. La sequenza di radici numeriche dei numeri ettagonali centrati è periodica: il periodo, palindromo, è [1, 8, 4, 7, 8, 7, 4, 8, 1]. Le ultime cifre dei numeri ettagonali centrali seguono anch'esse un periodo palindromo, cioè [1, 8, 2, 3, 1, 6, 8, 7, 3, 6, 6, 3, 7, 8, 6, 1, 3, 2, 8, 1].

Alcuni numeri ettagonali centrati sono simultaneamente numeri ettagonali. I primi sono: 1, 148, 21022, 2984983, 423846571, 60183228106, 8545594544488, 1213414242089197.

Diversi numeri ettagonali centrati sono anche numeri primi. I primi primi ettagonali centrati sono: 43, 71, 197, 463, 547, 953, 1471, 1933, 2647, 2843, 3697, 4663, 5741, 8233, 9283, 10781.

I numeri ettagonali centrali che, oltre ad essere primi, sono anche primi gemelli sono: 43, 71, 197, 463, 1933, 5741, 8233, 9283, 11173, 14561, 34651, 41203, 57793...